# أوتو هين أم راين
أوتو هين أم راين (بالإنجليزية: Otto Henne am Rhyn)، (26 أغسطس 1828 في سانت غالن - 30 أبريل 1914 في فايتس) هو كاتب وصحفي ومؤرخ سويسري، كان لتاريخه الثقافي الشامل مساهمة كبيرة في تطوير مدرسة Kulturgeschichte الألمانية (مدرسة تاريخ الحضارة).
كان ابنًا لـجوزيف أنطون هين يسمى «فون سارجانز». وبعد زواج أوتو هين من إليزابيث أم راين، وهي أحد أفراد عائلة لوسرنية مهمة هي عائلة أم رين (am Rhyn)، غير اسم عائلته إلى اسم عائلتها، وبعد دراسة الفلسفة والتاريخ في جامعتي برن وجنيف السويسريتين، أصبح معلما للغة الألمانية والجغرافيا والتاريخ في المدرسة المحلية في سانت غالن (1857-1859). وبين 1859 - 1877، وكذلك بين 1885 - 1912 عمل كأمين الأرشيف في سانت غالن.
وفي الفترة بين 1872 - 1879، كان محررًا في لايبزيغ وهيرشبرج (سيليزيا)، وعمل محررا من 1879 إلى 1885 في New Journal of Zürich. ومنذ عام 1861، كان عضوًا نشطًا في الماسونيين.
```
تعتبر 
Allgemeine Kulturgeschichte
 أعظم أعماله وهي ثمان مجلدات. (1877-1908؛ «التاريخ العالمي للحضارة»)، من الأزمنة الأولى إلى السنوات الأخيرة من القرن التاسع عشر.
[
3
]
```

كتابه الرئيسي الآخر هو Kulturgeschichte des deutschen Volkes، وهو عبارة عن مجلدين. (1903؛ «التاريخ الثقافي للشعب الألماني»). كما كتب في التاريخ الثقافي للشعب السويسري واليهودية والحروب الصليبية ودور المرأة في التاريخ. كانت منشوراته تحديًا قويًا للتشدد التقليدي في المواضيع السياسية والعسكرية في التأريخ الألماني.

## أعماله
- Geschichte des Schweizervolkes und seiner Kultur von den ältesten Zeiten bis zur Gegenwart (1865–1866)
- Die Kreuzzüge und die Kultur ihrer Zeit (1 vol - 1880؟ - Illustré par Gustave Doré)
- Kulturgeschichte des deutschen Volkes (مجلدين، 1886)
- Geschichte des Kantons St. Gallen (مجلدين، 1863-1896)

## روابط خارجية
- أوتو هين أم راين على موقع الموسوعة البريطانية (الإنجليزية)